# Гершау, Пётр Петрович
Гершау Пётр Петрович (Peter von Gerschau, 24 октября 1779 г., Бенен, Курляндия— 1852) — барон, российский государственный деятель и дипломат, историк, внебрачный сын последнего герцога Курляндии и Семигалии Петра фон Бирона, после смерти стал основателем баронского рода фон Гершау за заслуги своих сыновей, особенно Александра Петровича.

## Биография
Пётр Петрович родился 24 октября 1779 года в курляндском поместье Бенен (Behnen) от внебрачной связи последнего герцога Курляндского Петра фон Бирона (1724—1800) и Агнес Каролины фон Дершау (Agnes Karoline von Derschau, 1740—1783), супруги Ульриха Иоганна Вильгельма фон Бистрома (Ulrich Johan Wilhelm von Bistram, 1760—1810). В том же году его отец женился на Доротее фон Медем.
Мальчик получил образование в Военной школе Берлина (Berliner Militаrschule), откуда в 1802 году выпущен на военную службу младшим лейтенантом гусарского полка фон Гёкинга (Husarenregiment von Goeckingk), по имени его командира, генерала Фридриха Эберхарда Зигмунда Гюнтера фон Гёкинга (Friedrich Eberhard Siegmund Gunther von Goeckingk, 1738—1813).
Боевое крещение получил в кампании 1806 года против французов: 11 октября 1806 года при Кобурге, 26 октября того же года при Сандау, 3 ноября при Кревице, 5 ноября при Варене (Waren). 7 ноября попал в плен в Раткау (Ratkau) при капитуляции генерала Блюхера.
В 1807 году вышел в отставку и уехал домой, в Курляндию.
В 1809 году отправился в Санкт-Петербург, где был определён на гражданскую службу в чине коллежского асессора.
С 1810 года состоял на государственной службе Великого княжества Финляндского как инспектор лесов Выборгской губернии, с 1817 года — как карантинный агент в датском порту Нюборге.
С 1823 года до самой смерти занимал пост генерального консула России в Копенгагене. 22 августа 1829 года удостоен знака отличия о беспорочной службе 15 лет.
В 1843 году получил чин статского советника.
Скончался 4 мая 1852 года в Копенгагене в возрасте 72 лет.

## Баронский титул
Баронский титул потомкам Петра Петровича был пожалован уже после его смерти: грамотой владетельного князя Рейсского, старшей линии, Генриха ХХ, от 19 / 31 августа 1858 года майор Пётр фон Гершау возведён, с нисходящим его потомством, в баронское княжества Рейсского достоинство.
На принятие означенного достоинства и пользование им в России последовало 20 июня 1860 года Высочайшее соизволение.

## Семья
С 1 марта 1802 года был женат на Каролине Генриетте Шмидт (Karoline Henriette Schmidt, 1783—1848), от которой имел 15 детей.
- Эмилия фон Бинцер (нем. Emilie von Binzer; урождённая Эмилия Генриэтта Аделаида фон Гершау; 6 апреля 1801 года, Берлин — 9 февраля 1891 года, Мюнхен), — знаменитая писательница, выступавшая под псевдонимом Эрнст Риттер.
- Карл Петрович фон Гершау (1802-), генерал-майор Русской императорской армии (20 июня 1862)
- Терезия (1804-)
- Вильгельмина Паулина Иоганна Доротея (1806-)
- Доротея (1808-)
- Александра (1810—1830)
- Отто Петер Гендрих (1812, умер в младенчестве)
- Георг Вильгельм Фердинанд (1813—1858)
- Петер (1815—1873)
- Мария (Marie von Gerschau) (1817—1908)
- Генриетта Доротея Наталья (1820—1849)
- Пауль (1821—1908)
- Эмиль Август Вильгельм (1823—1853)
- Александр (1825—1904), генерал от артиллерии (15 января 1886 года).

## Труды
- «Versuch uber die Geschichte des Grossfurstentums Finnland» (1821 год)
- «Aus dem Leben des Freiherrn Heinrich Ludwig von Nicolay» (1834 год)